# Лаг
Лаг (от руски: лаг, взето от нидерл,: log, англ.: log) се нарича устройство, с което се определя скоростта на кораб.
Лагът по принцип определя и показва скоростта на кораба спрямо водата, но съвременните лагове могат да определят скоростта на кораба и спрямо грунта (дъното). 
Първите приспособления за измерване на скоростта на лодка във вода са представлявали парче дърво завързано за въже, на което са направени възелчета през равни разстояния. Не е известно кога е изобретен този уред, но е бил широко разпространен през ерата на ветроходните кораби. Днес е възможно да се срещне някъде по света на малки плавателни съдове, но с увереност може да се каже, че е предимно музеен експонат.
Парчето дърво (на англ.: log, от там и названието на руски - лаг)  е било хвърляно зад борда, най-често от кърмата на кораба, и с помощта на пясъчен часовник се е засичало колко възелчета (на англ. knots) ще преминат през ръката на хвърлилия лага. Колкото повече възли отчете морякът, толкова по-висока е била скоростта на кораба. Скоростта съответно се е отчитала и записвала в брой възли (knots). Тази единица се използва и днес в навигацията, като вече е стандартизирана: скорост от 1 възел имаме, когато корабът проплава 1 морска миля за 1 час. Самолетите също измерват своята скорост във възли.
Записването на скоростта на корабите в миналото е била от съществено значение. Дневникът, който са водели мореплавателите се е наричал logbook, название което се е запазило и до днес (на английски) за основния дневник на кораба. На български се нарича "корабен дневник".
С течение на годините лагът се е усъвършенствал - въжето е било навивано на макара, парчето дърво е придобило стандартна форма и тежест, като най-вече възелчетата са били поставяни на точно определени дистанции едно от друго. Съществували и са и стандартни пясъчни часовници отчитащи 14 сек. и 28 сек. време.
Този лаг се е отличавал с голяма неточност и трудност за употреба.

## По-нови лагове отчитащи скоростта спрямо водата

### Механични лагове
С развитието на техниката през 18-ти век са станали разпространени механичните лагове наричани тафрейл лагове. Представлявали са малка перка спускана на дълго въже от леерите на кърмата (тафрейл), като на края на въжето е бил закачан уред отчитащ завъртанията на перката, съответно проплаваното разстояние.
През 60-те години на 19-ти век Truman Hotchkiss, капитан от Кънектикът, патентова прибора, а фирмата John Bliss & Co., известна по него време с произвежданите от нея навигационни изделия, купува патента и внася допълнително подобрения. Този лаг на английски се е наричал и patent log.
Уредът е бил широко разпространен до изобретяването на по-модерните електромеханични лагове. Негов вариант е твърдо прикрепена към корпуса перка, която предава своето въртене на прибор показващ скоростта.

### Хидродинамични лагове
Отчитат разликата в налягането на насрещно движещият се поток вода и налягането на водата, която обтича корпуса на същата дълбочина. Разпространен модел в съветското корабостроене е бил „МГЛ-25“, но се отличавал с много трудна поддръжка и неточни показания. Имал е издадена под дъното на кораба част (наричана на български "меч" на лага), която е трябвало да се прибира при влизане в пристанища или при докуване на кораба.

### Индукционни (електромагнитни) лагове
Работят на принципа на електромагнитната индукция. На дъното на кораба се поставя уред създаващ електромагнитно поле и съответно отчитащ създаденото електрическо напрежение между 2 електрода разположени надлъжно на корпуса. Проводник в случая се явява морската вода. Като предимство може да се изтъкне липсата на каквито и да било стърчащи от корпуса части. Основен недостатък на този прибор са неточните показания при обрастването на корпуса и съответно електродите. Електродите трябва редовно да се изваждат и почистват. Примери за такъв лаг са съветският ИЭЛ- 2 и сравнително по-новия от него ML500 на японската фирма Yokogawa.

### Доплерови лагове
Излъчват под кораба високочестотни хидроакустични сигнали в две направления: нос-кърма, като отчитат доплеровия ефект на отразения сигнал и съответно определят скоростта на кораба. При малки дълбочини сигналът се отразява от дъното и дава скорост спрямо земята (грунта), при големи дълбочини се ползва отразен сигнал от морската вода. В първия случай имаме показания за скорост спрямо дъното. Това е удобно при плаване в плитчини и близко до брега, както и при швартоване на кораба. Във втория случай имаме традиционните показания спрямо водата. Те са необходими при изчисляване на възможността за сблъскване с други кораби, когато се ползва и радар.
Вариант на този лаг е с излъчвател в четири взаимно перпендикулярни направления (нос-кърма и ляв борд-десен борд). В този случай имаме показания и за страничното отместване на кораба.

## Лагове отчитащи скоростта спрямо дъното
Освен доплеровият лаг ползващ отразен сигнал от дъното, описан в предния параграф, в днешно време има и 

### Сателитни лагове (сат-лог)
Използва се сигнал от сателитни навигационни системи. Пример за такъв лаг е JLN-720 на японския производител JRC ползващ GPS сигнал. Декларираната от производителя точност е 0,02 вз. или 0,2% от скоростта. 
Тъй като отчетената скорост на такива лагове е спрямо дъното, а не спрямо водата, това трябва ясно да се укаже. Такава скорост често се нарича GPS (на англ.: GPS speed), за разлика от скоростта спрямо водата, която на англ. е through the water. На навигационните уреди скоростта спрямо грунта се изписва като SOG (speed over ground).

## Законови изисквания
Международната конвенция за безопасност на човешкия живот на море от 1974 г. изисква: 
2.3       Всички кораби с бруто тонаж 300 и по-голям и пътническите кораби, независимо от тяхната големина, ... да бъдат снабдени 

(.2) с прибори за измерване на скоростта и проплаваното разстояние или друго средство за указване на скоростта и проплаваното разстояние, спрямо водата;